# Hieracium microphoron
Hieracium microphoron es una especie de planta con flor del género Hieracium, de la familia Asteraceae, orden Asterales.

## Distribución
Hieracium microphoron se distribuye por Noruega y Suecia.

## Taxonomía
Fue descrita científicamente por (Norrl. ex Johanss.) Johanss.